# کواسکوتون (آیووا)
کواسکوتون (به انگلیسی: Quasqueton) شهری در ایالت آیووا کشور ایالات متحده آمریکا است که جمعیت آن در سرشماری سال ۲۰۱۰ میلادی، ۵۵۴ نفر بوده‌است.